# GNU Classpath
GNU Classpath — проєкт, що має на меті створити вільну реалізацію стандартної бібліотеки класів для мови програмування Java. Незважаючи на великий розмір бібліотек, що треба створити, більшість роботи уже закінчено, зокрема додано підтримку Swing, CORBA та інших важливих частин. Розробники Classpath реалізували майже усі класи J2SE 1.4 і 5.0. Таким чином, Classpath можна використовувати для запуску популярних Java програм, таких як Vuze або Eclipse.
GNU Classpath завжди був одним із найважливіших пріоритетів для проєкту GNU. З того часу як став доступний початковий код офіційної реалізації класів від Sun Microsystems, ліцензія не дозволяла розповсюдження будь-яких змін. Це було серйозною перешкодою для багатьох новаторських проєктів, які не могли розвиватися без зміни початкового коду. Спільнота розробників GNU Classpath включає як організації, що займаються дослідженнями в області JVM, так і компанії, що зацікавлені у наданні альтернативних середовищ Java.